# Guillermo Roldán
Guillermo Roldán Méndez (Córdoba, 23 de junio de 1981) es un futbolista español. Actualmente juega en el Club Deportivo Ciudad de Lucena.

## Trayectoria
Mide 1,72 y pesa 68 kilos. Inició su carrera profesional en las categorías inferiores del Córdoba, llegando a debutar con el primer equipo en Segunda División. Tras pasar por el Lucena, equipo que ascendió a segunda B siendo el héroe de un gol en el partido de la eliminatoria de ascenso de 2007 contra el CD Noja, un gol de cabeza después de un rechace de un zapatazo de Belloto de esta forma empató la eliminatoria cuando se daba por perdido el partido cuando anteriormente se falló un penalti. En la misma prórroga su compañero "isco" marcó el segundo e penalti dando el ascenso al Lucena CF, también jugó en equipos como el Alcoyano, y Albacete Balompié (2A categoría) recaló en el Atlético Ciudad, club del que llega al Albacete con la carta de libertad militando en las filas de su actual equipo UD Melilla.
En su historial figuran además pasos por Córdoba CF, Lucena, Guadalajara CF,  Atlético Ciudad, Albacete , Eibar SD, Alcoyano, Europa FC (Gibraltar), Ciudad de Lucena y Atlético Espeleño.
En la temporada 2013/2014 regresa a las filas de la UD Melilla, tras su primera experiencia en el curso 10/11 con el cuadro norteafricano. En la temporada anterior, logró el ascenso a la segunda división, disputando 33 partidos entre Liga y Fase de Ascenso, y marcó 5 goles, 3 de ellos en fase de ascenso y 2 encuentros de Copa con la SD Eibar.
Actualmente se encuentra jugando a los 42 años de edad en el Atlético Espeleño.

## Clubes
| Club                    | País      | Año        |
| ----------------------- | --------- | ---------- |
| Córdoba "B"             | España    | 2000-2003  |
| Córdoba CF              | España    | 2001       |
| Lucena CF               | España    | 2003-2008  |
| CD Guadalajara (cedido) | España    | 2004-2005  |
| Atlético Ciudad         | España    | 2008-2010  |
| Albacete Balompié       | España    | 2010       |
| UD Melilla              | España    | 2010-2011  |
| CD Alcoyano             | España    | 2011-2012  |
| SD Eibar                | España    | 2012-2013  |
| UD Melilla              | España    | 2013-2015  |
| Europa FC               | Gibraltar | 2015-2019  |
| CD Ciudad de Lucena     | España    | 2020-2021. |

|Atlético Espeleño 
| España
|2022-Act.
|}